# Pilosocereus royenii
Pilosocereus royenii ist eine Pflanzenart in der Gattung Pilosocereus aus der Familie der Kakteengewächse (Cactaceae). Das Artepitheton royenii ehrt den holländischer Arzt und Botaniker Adriaan van Royen.

## Beschreibung
Pilosocereus royenii wächst baumförmig mit einem oft deutlich ausgeprägten Stamm sowie mit an der Basis oder darüber verzweigten, aufrechten oder manchmal aufsteigenden, kräftigen, blaugrünen Trieben von 7 bis 9 Zentimetern Durchmesser und erreicht Wuchshöhen von 2 bis zu 8 Metern. Es sind 6 bis 11 Rippen vorhanden. Die gelblichen bis rötlichen Dornen sind unterschiedlich gestaltet. Die 1 bis 6 Mitteldornen sind 3,2 bis 6 Zentimeter lang. Die etwa 9 Randdornen sind 1,9 bis 2,6 Zentimeter lang. Der blühfähige Teil der Triebe ist nicht deutlich ausgeprägt. Er umfasst an der Spitze oder seitlich 1 bis 3 Rippen, aus deren Areolen lange, weiße Haare entspringen.
Die mehr oder weniger rosafarbenen Blüten sind bis zu 5 Zentimeter lang und weisen Durchmesser von 3 bis 4 Zentimetern auf. Die niedergedrückt kugelförmigen Früchte enthalten ein weißes Fruchtfleisch.

## Verbreitung, Systematik und Gefährdung
Pilosocereus royenii ist auf der mexikanischen Halbinsel Yucatán, den Bahamas, in der Dominikanischen Republik, in Jamaika, Puerto Rico, Tobago, den Amerikanischen Jungferninseln und den Kleinen Antillen verbreitet. Sie ist eine der häufigsten Kakteenarten in der Karibik.
Die Erstbeschreibung als Cactus royenii wurde 1753 von Carl von Linné in Species Plantarum veröffentlicht. Ronald Stewart Byles und Gordon Douglas Rowley stellten die Art 1957 in die Gattung Pilosocereus. Weitere nomenklatorische Synonyme sind Cereus royenii (L.) Mill. (1768), Pilocereus royenii (L.) Haw. ex Rümpler (1885) und Cephalocereus royenii (L.) Britton & Rose (1909).
In der Roten Liste gefährdeter Arten der IUCN wird die Art als „Least Concern (LC)“, d. h. als nicht gefährdet geführt.

## Nachweise